# 沃特福德沃克斯 (新澤西州)
沃特福德沃克斯（英語：Waterford Works）是位於美國新澤西州康登縣的非建制地區。

## 歷史
沃特福德沃克斯的郵局自1844年營運至今。

## 地理
沃特福德沃克斯所處的海拔為高於海平面36米（即118英呎），而該地所採用的時區為UTC-5，即北美东部时区（EST）。同時該地設有夏令時間，為UTC-5調快一小時，即UTC-4（EDT）。